# Niki Terpstra
Niki Terpstra (* 18. května 1984) je nizozemský profesionální silniční cyklista jezdící za UCI ProTeam Team TotalEnergies. Jeho bratr, Mike Terpstra, je rovněž cyklistickým závodníkem. Je třetí nizozemský cyklista, který vyhrál jarní klasiku Paříž–Roubaix a Tour of Flanders, hned po Janu Raasovi a Henniem Kuiperovi.

## Hlavní výsledky

### Výsledky na klasikách
| Monument               | 2007 | 2008 | 2009 | 2010 | 2011 | 2012 | 2013 | 2014 | 2015 | 2016 | 2017 | 2018 | 2019 | 2020 | 2021 | 2022 |
| ---------------------- | ---- | ---- | ---- | ---- | ---- | ---- | ---- | ---- | ---- | ---- | ---- | ---- | ---- | ---- | ---- | ---- |
| Milán – San Remo       | —    | 143  | 83   | 41   | 38   | 45   | DNF  | —    | —    | —    | —    | —    | 56   | —    | 139  |      |
| Kolem Flander          | —    | 14   | OTL  | 45   | —    | 6    | 113  | 6    | 2    | 10   | 3    | 1    | DNF  | 111  | 86   |      |
| Paříž–Roubaix          | 74   | 103  | 16   | 32   | —    | 5    | 3    | 1    | 15   | DNF  | DNF  | 3    | —    | NS   | OTL  |      |
| Lutych–Bastogne–Lutych | DSQ  | —    | —    | DNF  | —    | —    | —    | —    | —    | —    | —    | —    | —    | —    | —    |      |
| Giro di Lombardia      | —    | —    | DNF  | —    | —    | —    | —    | —    | —    | —    | —    | —    | —    | —    | —    |      |

| —   | Nezúčastnil se    |
| DNF | Nedokončil        |
| DSQ | Diskvalifikován   |
| OTL | Mimo časový limit |
| NS  | Nekonalo se       |